# Chanda Kochhar
Chanda Kochhar (Jodhpur, 17 de novembro de 1961) é uma empresária indiana e ex CEO da ICICI Bank, uma empresa multinacional indiana de serviços bancários. Em 2015, apareceu na lista de 100 pessoas mais influentes do ano pela Time.